# Thomas Bartholin
Pour les articles homonymes, voir Bartholin.
Thomas Bartholin (Copenhague, 20 octobre 1616 - 4 décembre 1680) est un médecin, mathématicien et théologien danois. Par ses recherches sur le système lymphatique, il occupe une place importante dans l'histoire de l'anatomie.

## Biographie
Thomas Bartholin fait partie d'une famille dont plusieurs membres se sont illustrés :
- Caspar, dit l'Ancien (1585–1629), anatomiste et théologien
  - Thomas, dit l'Ancien[2] (1616–1680), médecin et anatomiste
    - Caspar, dit le Jeune (1655–1738), premier anatomiste à décrire les glandes vestibulaires longtemps appelées "glandes de Bartholin", qui sécrètent la cyprine.
    - Thomas, dit le Jeune (1659–1690), historien, fondateur de l'archéologie nordique au Danemark[3]

  - Érasme, ou Rasmus, (1625–1698), mathématicien, connu pour son étude de la biréfringence du spath d'Islande

À la mort du père de Thomas, c'est Ole Worm, médecin, beau-frère de son père et son successeur dans sa chaire en 1624, qui prend soin de lui.
Il commence des études de théologie en 1634. Trois ans plus tard, il entreprend, avec l'aide du roi et de Worm, un voyage d'études de neuf ans en Europe. Il s'arrête aux universités de Paris, Leyde, Bâle, Montpellier et Padoue, où il suit les cours de Johann Vesling.
En 1637, à Leyde, il se tourne définitivement vers la médecine. Il étudie principalement les vaisseaux lymphatiques (découverts par Gaspare Aselli) et la théorie de la circulation du sang de Harvey. Dans l'édition augmentée qu'il fera du manuel d'anatomie de son père, Thomas Bartholin donnera une place à ces découvertes.
En 1649 il succède à Simon Paulli comme professeur d'anatomie à la faculté de médecine de Copenhague.
Bartholin souffrait de tuberculose et de calculs rénaux.
Sa tombe se trouve dans la cathédrale Notre-Dame de Copenhague.

## Travaux scientifiques

### Système lymphatique
« La plus grande contribution de Bartholin à la physiologie a été sa découverte que le système lymphatique est un système complètement distinct. »
Bartholin était conscient de l'importance de sa découverte, rapportée dans Vasa lymphatica en 1653 : il mentionne le jour (28 février), le nom de son prosecteur (Michel Lyser) et nous fait part de la réflexion qu'elle a suscitée : « Les découvertes sont le fruit autant du métier que de la chance. » Ni la découverte ni l'ouvrage ne passèrent inaperçus : Jean Riolan le Jeune, à qui le livre était dédié avec les compliments de Bartholin, le republie en France la même année (tout en le faisant précéder d'une attaque en règle).

### Anesthésie
L'ouvrage de Bartholin De nivis usu medico contient la première mention connue de l'usage du froid pour l'anesthésie. Lui-même déclare avoir appris la chose à Naples du chirurgien Marco Aurelio Severino, par la suite son ami et correspondant.

## Œuvres et publications

Antiquitatum veteris puerperii synopsis, 1676

Sauf mention contraire, les œuvres sont en latin.

### Sélection d’œuvres
Les œuvres de Thomas Bartolin sont en latin.
- De insolitis partus humani viis dissertatio nova sur Google Livres, La Haye, P. Gosse, 1640
- De monstris in natura et medicina, Bâle, 1645 (OCLC 20897009)
- Antiquitatum veteris puerperii synopsis sur Google Livres, 1646, 179 p.Commentaires et illustrations de Caspar Bartholin
Réédition sur Google Livres, avec une lettre du père au fils, Amsterdam, J. H. Wetstein, 1676
- De latere Christi aperto sur Google Livres, Leiden, J. Maire, 1646, 144 p.La dédicace de Bartholin (à Worms) est de 1640
- De luce animalium libri tres admirandis historiis rationibusque novis referti sur Google Livres, Leiden, F. Hack, 1647Nouvelle édition : Copenhague, P. Haubold, 1669
- De lacteis thoracicis in homine brutisque nuperrime observatis historia anatomica sur Google Livres, Copenhague, 1652[11]
- Vasa lymphatica, nuper Hafniae in animantibus inventa, et hepatis exsequiae sur Google Livres, Copenhague, G. Holst, 1653
- Historiarum anatomicarum rariorum…

1. …centuria I et II sur Google Livres, Amsterdam, 1654
2. …centuria III et IV sur Google Livres, La Haye, Vlacq, 1657
3. …centuria V et VI sur Google Livres, Copenhague, P. Haubold, 1661, 386 p.Accessit Joannis Rhodii Mantissa anatomica

- Dispensatorium Hafniense: jussu superiorum a medicis Hafniensibus adornatum sur Google Livres, Copenhague, J. Moltken, 1658
- « De nivis usu medico observationes variae », dans De nivis usu medico observationes variae. Accessit D. Erasmi Bartholini de figura nivis dissertatio sur Google Livres, Copenhague, P. Haubold, 1661Le texte de Thomas Bartholin est suivi d'un court traité de Rasmus Bartholin
- Cista medica Hafniensis, variis consiliis, curationibus, casibus rarioribus vitis medicorum Hafniensium, aliisque, ad rem medicam, anatomicam, botanicam et chymicam spectantibus referta. Accedit ejusdem Domus anatomica brevissime descripta sur Google Livres, Copenhague, P. Haubold, 1662
- Domus anatomica Hafniensis brevissime descripta [Très brève description de la « maison anatomique » de Copenhague], 1662 — Tiré-à-part d'un texte publié avec Cista medica Hafniensis
  - (en) Thomas Bartholin (auteur), Morten Fink-Jensen (introduction), Niels W. Bruun (éd.), Thomas Bartholin, The Anatomy House in Copenhagen, trad. Peter Fisher, Museum Tusculanum Press, 2015[12] — Extraits Table des matières
- Orationes varii argumenti sur Google Livres, Copenhague, Dan. Paulli, 1668
- Acta medica et philosophica Hafniensia, 1672« L'une des premières revues médicales[6] »

### Liste d’œuvres
- (la) Catalogus operum Thomæ Bartholini hactenus editorum: Anno 1661, P. Haubold, 1661, 16 p.

### Correspondance
- (la) Epistolarum medicinalium a doctis vel ad doctos scriptarum…, La Haye, P. Gosse, 1740Lettres de ou à Bartholin. Quelques correspondants : Johann Caspar Bauhin, Harvey, Pecquet, Severino, Jan de Wale, Worm[13], Guy Patin[14]

1. …centuria prima sur Google LivresLa préface est datée de 1663.
2. …centuria secunda sur Google Livres
3. …centuria tertia historiis medicis aliisque ad rem medicam spectantibus plena sur Google Livres
4. …centuria quarta variis observationibus curiosis et utilibus referta sur Google Livres

### Travaux d'édition
Il y a eu plusieurs rééditions des Institutions anatomiques de Caspar Bartholin augmentées par Thomas.
- Caspar Bartholin le Vieux, Thomas Bartholin, Anatomia, ex Caspari Bartholini parentis Institutionibus, omniumque recentiorum et propriis observationibus, tertium ad sanguinis circulationem reformata sur Google Livres, 3e éd., La Haye, Adr. Vlacq, 1655« Avec des illustrations nouvelles et très exactes. » La préface[15] contient des renseignements sur l'historique des éditions et des traductions et sur la façon dont Bartholin voit les développements récents de l'anatomie.
  - (fr) Institutions anatomiques de Gasp. Bartholin, augmentées et enrichies pour la seconde fois, tant des opinions et observations nouvelles des modernes, dont la plus grande partie n'a jamais été mise en lumière, que de plusieurs figures en taille-douce sur Google Livres, trad. Abraham Du Prat[16], Paris, Mathurin et Jean Hénault, 1647, 656 p. Traduction de la deuxième édition
  - (en) Anatomy; made from the precepts of his father, and from the observations of all modern anatomists […], Peter Cole, 1665
- Marco Aurelio Severino, Therapeuta neapolitanus sur Google Livres, commentaires de Th. Bartholin, Naples, 1653
- Albert Bartholin, De scriptis Danorum liber posthumus[17] — Albert Bartholin était son frère.

## Postérité

### Fils et élève
- Ses fils Caspar et Thomas (Caspar le Jeune et Thomas le Jeune) sont devenus célèbres.

- Niels Stensen (Nicolas Sténon), anatomiste, mais principalement connu pour ses principes de géologie et pour son cheminement religieux, a été un élève de Bartholin.

### Éponymie
- Le nom de syndrome de Bartholin-Patau donné à la trisomie 13 rappelle une observation qu'il a rapportée en 1656[18].

- L'université d'Aarhus a nommé un de ses bâtiments en son honneur. Une rue de Copenhague rappelle le nom de la famille, et elle se trouve à proximité du Bartholin Institutet.

### Iconographie
- Il existe un portrait moderne de Thomas Bartholin au palais Bo, siège de l'université de Padoue ; on le trouve dans la salle où, selon la tradition, Galilée a enseigné[19].
- Il y a un superbe portrait de « Thomas Caspersen Bartholin », attribué à Heinrich Dittmers, au musée national d'histoire du château de Frederiksborg de Copenhague (numéro d'inventaire : A 733).